# 拟桑蟥
拟桑蟥（学名：Rondotia lineata），蚕蛾科桑蟥属的一种，分布于中国四川省等地区，为中国特有种。
本种于2023年被收录入《有重要生态、科学、社会价值的陆生野生动物名录》。